# LBreakout2
LBreakout2 – komputerowa gra zręcznościowa zbudowana przy użyciu biblioteki SDL, będąca klonem Arkanoida, następca krótko rozwijanej gry LBreakout (napisanej w roku 2001). Obie wersje gry zostały napisane dla środowiska linuksowego przez studenta matematyki na uniwersytecie stuttgarckim – Michaela Specka. Otrzymał on w 2002 roku pierwsze miejsce w konkursie wydawnictwa No Starch Press dla najlepszego programisty gier SDL. LBreakout2 został przepisany na inne platformy systemowe.